# Aeruginospora furfuracea
Aeruginospora furfuracea là một loài nấm thuộc họ Tricholomataceae. Loài này được Egon Horak mô tả vào năm 1973, có ở New Zealand.